# Obština Rakovski
Obština Rakovski (bulharsky Община Раковски) je bulharská jednotka územní samosprávy v Plovdivské oblasti. Leží ve středním Bulharsku v Hornothrácké nížině. Správním střediskem je město Rakovski, kromě něj obština zahrnuje 6 vesnic. Žije zde přes 25 tisíc stálých obyvatel.

## Sídla
Všechna sídla v obštině jsou samosprávná.
| - Belozem - Boljarino - Čalăkovi | - Momino Selo - Rakovski (sídlo správy) - Strjama | - Šišmanci |

## Sousední obštiny
| Růžice kompasu | Kalojanovo | Brezovo          |                 | Růžice kompasu |
| Růžice kompasu | Marica     | Sever            | Braťa Daskalovi | Růžice kompasu |
| Růžice kompasu | Marica     | Obština Rakovski | Braťa Daskalovi | Růžice kompasu |
| Růžice kompasu | Marica     | Jih              | Braťa Daskalovi | Růžice kompasu |
| Růžice kompasu | Sadovo     |                  |                 | Růžice kompasu |

## Obyvatelstvo
V obštině žije 25 551 stálých obyvatel a včetně přechodně hlášených obyvatel 28 362. Podle sčítáni 1. února 2011 bylo národnostní složení následující:
- Bulhaři: 21 899 (92.1 %)
- Romové: 1 677 (7.1 %)
- Turci: 97 (0.4 %)
- ostatní: 93 (0.4 %)